# Иван Мусић
Иван Мусић (Клобук, Љубушки, 24. децембар 1848 – Београд, 11. децембар (јулијански календар) 1888) био је српски католички свештеник, херцеговачки војвода, вођа устанка против Османлија. Мале новине наводе 1850. годину као годину рођења.

## Школовање
Рођен је у селу Клобук поред Љубушког 1848. године. Уз помоћ ујака фра Анђела Краљевића, који је био бискуп у Мостару, школовао се као фрањевачки искушеник у Широком Бријегу. Узео је монашко име Шимун. Још као младић, сјемеништарац, је покушао побјећи у Србију, која је тада била симбол слободе. Ухапшен је, али је ујак биксуп интервенисао код турских власти, па је пуштен. Убрзо је отишао да студира медицину у Цариграду, али је умјесто тога завршио богословију у мађарском граду Острогону.

## Херцеговачки устанак
У јуну 1875. предводио је устанак Херцеговаца против Турака Османлија у Габели на Неретви. Тада је био жупник у поповопољском селу Равном. Поповско-љубињски батаљон, којим је управљао, је имао више од пола православних Срба. Побиједио је Турке у двије битке. Његовом заслугом дио Херцеговине постао је слободно подручје. Изабран је за војводу доње Херцеговине. То се десило 11. јула 1875. године у српском православном манастиру Завала, на Петровдан. Црногорац Блажо Петровић му је уручио чин војводе. Иван је тада скинуо мантију, а огрнуо кићену доламу, те се опасао кубурама, јатаганом и сабљом димискијом. Сви присутни су дигли три прста и узвикнули: Живио књаз Никола!

## Живот у Црној Гори и у Београду
Одбио је награде и почасти. Прижељкивало се да опет ради као свећеник, али он је пребјегао у Црну Гору с Цвијетом Вукасовић-Кудуз из Стоца, гдје му се у Подгорици 6. марта 1881. године рађа ћерка Делфа. Живјели су на Цетињу и у Подгорици, али због интрига књаза Николе, селе 1881. године у Београд, гдје добија другу ћерку Даницу. Био је преводилац са француског језика, при градњи жељезничке пруге Београд-Ниш. Тада живи код Ђорђа Недића, оца Милана Недића. Ту му умире ћерка Даница. У Београду је добио и трећу ћерку, Вукосаву, која је живјела само пар дана. Након тога му се жена Цвијета разболела од туберкулозе и умире 1885. године. Поново се оженио, али брак са Јеленом је ускоро прекинула његова смрт. Радио је као виши поштански службеник и као полицијски комесар и тумач. Умро је у Београду 11. децембра (по јулијанском календару) 1888. године. Сутрадан је имао величанствену сахрану, са великим бројем поштовалаца. Сахрањен је на Новом гробљу. Поворка је кренула у понедјељак 12. децембра у 9.30 од његовог стана у Призренској улици бр. 15., до Вазнесењске цркве, гдје је било опело. Опело је служио владика жички Никанор Ружичић са 16 свећеника. За сандуком је ишао и млади бег Љубовић из Невесиња. У цркви је Милан Биљчевић прочитао пригодни говор. Умро је као православни Србин, а православна вјера је била његовог лични избор. Глас Црногорца је објавио читуљу о његовој смрти. Ћерку Делфу су му, по његовој смрти, усвојили предсједник београдске опћине Мијаило Богићевић, са супругом Катарином Константиновић (Милан Обреновић јој је био блиски сродник). Један је од најзначајнијих Срба из БиХ у 19. вијеку. Имао је добро образовање, био је праведан, културан и милосрдан. Гроб му данас не постоји, јер је временом прекопан.
О његовом животу је писао Томо Ораовац: Војвода Иван Мусић, објављено у Вардару, календару за просту годину 1910., Београд, 1909. године. Ријеч је о пропратном тексту уз фотографија Ивана Мусића, на страни 47., док се текст налази на странама 139–140. у рубрици „Опис слика“.
Мале новине су 15. и 16. децембра 1888. писале о његовом животу и сахрани, а 14., 15., и 16. јануара 1889. године су објавиле оглас његових кумова и пријатеља о четрдесетодневном парастосу у Саборној цркви у Београду (у понедеоник... у 10 сахати). Тај парастос је обављен 16. јануара исте године. На огласу је на почетку писало великим словима: ДОНУ ИВАНУ МУСИЋУ.

## Великохрватска својатања
У Драчеву је 1995. подигнут споменик на којем између осталога пише да се дон Иван Мусић борио против Турака 1875, да збаци турске окове и обрани дједовска огњишта од црногорских и српских посезања за овим светим хрватским тлом.
У Стоцу је 1998. године подигнута спомен плоча поред које је биста која приказује главу Ивана Мусића. На спомен плочи пише: Хрватском војводи, Ослободитељу Стоца од вишестољетног робовања Турцима пригодом 120-годишњице подигоше захвални Хрвати столачког краја, 1878-1998.  По њему је названо удружење које селективно и тенденциозно приказује његов живот и дјеловање. Великохрватским настојањима он се постхумно хрватизира. На мјесту његове родне куће откривена је спомен-плоча. По њему је названа улица у Љубушком. У Кисељаку се 2008. године припремало откривање споменика и давање имена улици дон Ивана Мусића. Пензионисани управитељ Шумарије из Кисељака, Рафаел Муса, је 2014. године објавио књигу Војвода дон Иван Мусић. О њему је снимљен документарни филм 2005. године, поводом 130. годишњице Херцеговачког устанка. Снимила га је ХТВ Мостар. У филму су судјеловали др. сц. дон Ивица Пуљић, проф. др. сц. фра Андрија Никић и Станислав Вукореп из Чапљине.
- Споменик и спомен плоча Ивану Мусићу у Стоцу. У тексту га постхумно хрватизирају, приказујући га као хрватског војводу, иако је био Србин католик, а касније у Београду умире и као православни Србин.
- Спомен плоча са великохрватским фалсификатима и усташком шаховницом, са првим бијелим пољем.
- Биста и спомен плоча у Стоцу.
- Биста.

## Свједочанства његове ћерке Делфе
Ћерка Ивана Мусића, Делфа Иванић (једна од оснивачица Кола српских сестара) је говорила како је њен отац у Србији прешао у православље, а и раније се осјећао Србином католичке вјере:Кад је 1881. дошао у Србију, примио је православље са крсном славом Петровдан - дан када је на олтару у српском манастиру Завала, у Поповом пољу, у доњој Херцеговини, у присуству својих вјерних устаника, примио своју устаничку и војводску заклетву. Његова ћерка је говорила о породичном предању, да су Мусићи поријеклом потомци сестрића кнеза Лазара Хребељановића.

## Одликовање
Одликован је пред цијелом херцеговачко-црногорском војском, Даниловим орденом III степена.